# Oberea kualabokensis
Oberea kualabokensis là một loài bọ cánh cứng trong họ Cerambycidae.